# Tyrrellspass
Tyrrellspass (iriska: Bealach an Tirialaigh) är ett samhälle i grevskapet Westmeath i Republiken Irland. Tyrrellspass ligger i den södra delen av grevskapet vid platsen där de båda vägarna N52 och N6 möter varandra.
Det finns ett historiskt slott i utkanten av samhället, byggt av Kapten Richard Tyrell.